# Neviana Vladinova

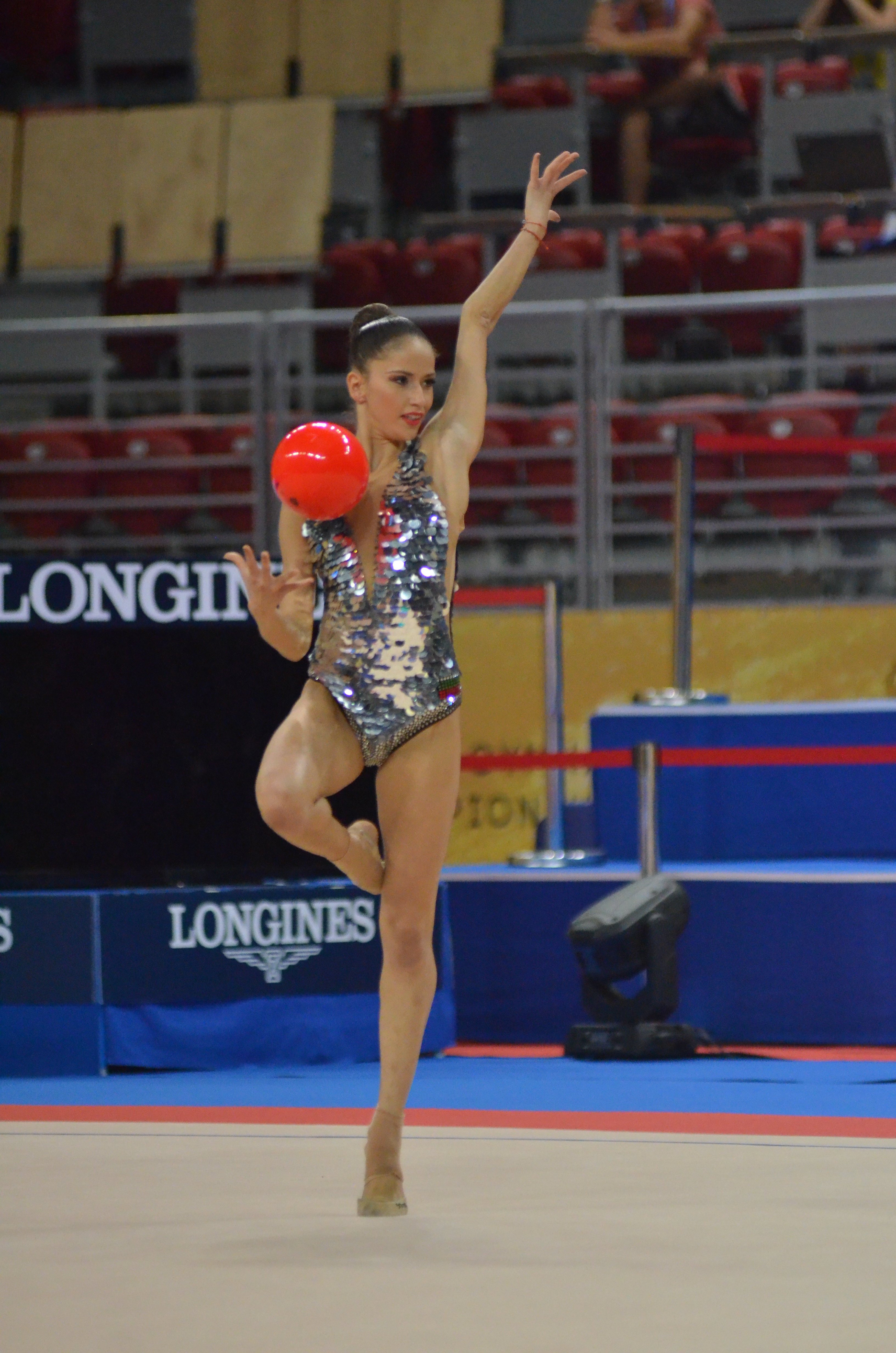

Neviana Vladinova (en búlgaro, Невяна Владинова) es una ex gimnasta rítmica búlgara nacida en Pleven el 23 de febrero de 1994. Se formó en el club Levsky. Es entrenada por Branimira Markova, Efrosina Angelova e Ina Ananieva.

## Trayectoria
Dentro de su participación en competiciones internacionales en pruebas de la Copa del Mundo de Gimnasia Rítmica destaca la medalla de bronce en cinta obtenida en Sofía, en 2013. También ha obtenido resultados destacados en la final del Grand Prix de Innsbruck 2014 donde obtuvo dos medallas de plata en cinta y mazas y otras dos de bronce, en el concurso completo individual y en pelota.
En campeonatos de Europa ha participado en el campeonato celebrado en Viena en 2013 donde fue sexta por equipos con Bulgaria, en Bakú 2014, donde se clasificó en decimotercer lugar en el concurso completo individual, en Minks 2015, donde fue undécima en el concurso completo, y décima por equipos junto con su compañera Mariya Mateva, en Jolón 2016 donde fue décima en el concurso completo y en Budapest 2017, donde obtuvo medallas de bronce en la final de cinta y en la clasificación por equipos junto con Katrin Taseva y el conjunto júnior de su país. En esta misma competición acabó cuarta en pelota, quinta en mazas y octava en aro. En el Campeonato de Europa de Guadalajara de 2018 fue decimocuarta en el concurso general. En 2019, su participación en el campeonato de Europa celebrado en Bakú se saldó con una medalla de bronce en la competición por equipos junto a Katrin Taseva, Boriana Kalein y el conjunto júnior. Además, participó en la final de aro, donde finalizó cuarta.
En campeonatos del mundo ha participado en el de Stuttgart 2015, donde obtuvo el décimo lugar en el concurso completo individual y el séptimo por equipos junto con sus compañeras Mariya Mateva y Sara Staykova, mientras en Pésaro 2017 obtuvo el séptimo lugar en el concurso completo, además de una medalla de bronce en la final de pelota, el cuarto lugar en la final de mazas y el quinto en la de aro. En 2018 compitió también en el campeonato del mundo celebrado en su país, en Sofía, donde fue decimoquinta en el concurso general, medalla de plata en la competición por equipos junto a sus compañeras Boriana Kalein y Katrin Taseva y participó en las finales de mazas y pelota, ocupando finalmente las posiciones sexta y séptima, respectivamente. 
Con respecto su participación olímpica, compitió en los JJ.OO. de Río de Janeiro 2016, donde obtuvo el séptimo lugar en el concurso general.